# Ogden (West Yorkshire)
Ogden – osada w Anglii, w hrabstwie ceremonialnym West Yorkshire, w dystrykcie metropolitalnym Calderdale. Leży 23 km na zachód od miasta Leeds i 279 km na północny zachód od Londynu.